# 市道101號
市道101號（三芝－淡水），北起新北市三芝區台2線外環道東端，南至新北市淡水區淡水國小前，全長17.568公里（公路總局資料）。

## 支線

### 甲線
市道101甲線（北新庄－北市界），自新北市三芝區北新庄通往陽明山小油坑陽金公路（台2甲線）的道路，又稱巴拉卡公路（或稱百拉卡、百六戛），長11.030公里。該路為1952年由國軍工兵部隊歷經半年修築而成之戰備道路。由於路面狹窄且彎道、坡度亦大，本路已禁止甲類大客車通行。

## 歷史沿革
主線
- 1966年縣道101號路線為金山－陽明山，全長23.800K，後改編為台2甲線。
- 1976年由縣道102甲線改編為縣道101號，路線名為三芝-淡水，全長16.679K。

甲線
- 1966年路線名為北新庄－竹子湖，全長12.576K，為當時北14改編。
- 2001年終點縮至新北、臺北市界，路線名亦改為北新莊-北市界。

## 行經行政區域
主線
全線均位於新北市境內。
| 三芝區 | 三芝市區 | 0.000  | 台2線        | 公路起點        |  |
| 三芝區 | 三芝市區 | －     | 北18線       | 北18線起點      |  |
| 三芝區 | 三芝市區 | －     | 北11線       | 北11線起點      |  |
| 三芝區 | 埔頭     | －     | 北11線       | （同上）        |  |
| 三芝區 | 埔頭     | －     | （地區道路） |                 |  |
| 三芝區 | －       |        |              |                 |  |
| 三芝區 | 埔尾     | －     | （地區道路） |                 |  |
| 三芝區 | 埔尾     | －     | 北9線        | 0               |  |
| 三芝區 | 錫板     | －     | 北9線        |                 |  |
| 三芝區 | 土地公埔 | －     | （地區道路） |                 |  |
| 三芝區 | 大水窟   | －     | 北11線       | 北11線終點      |  |
| 三芝區 | 龜仔山   | －     | 北7線        |                 |  |
| 三芝區 | 石曹坑   | －     | （地區道路） |                 |  |
| 三芝區 | －       |        |              |                 |  |
| 三芝區 | 龜仔山   | －     | （地區道路） |                 |  |
| 三芝區 | －       |        |              |                 |  |
| 三芝區 | 北新庄   | －     | 北12線       | 北12線終點      |  |
| 三芝區 | 北新庄   | 8.175  | 市道101甲線  | 市道101甲線起點 |  |
| 三芝區 | 北新庄   | －     | 北8線        | 北8線終點       |  |
| 三芝區 | 田心     | －     | 北6線        | 北6線終點       |  |
| 淡水區 | 大埤頭   | －     | （地區道路） |                 |  |
| 三芝區 | 車程     | －     | （地區道路） |                 |  |
| －     |          |        |              |                 |  |
| 淡水區 | 泉州厝   | －     | （地區道路） |                 |  |
| 淡水區 | 山仔頂   | －     | （地區道路） |                 |  |
| 淡水區 | 水梘頭   | －     | 北3線        | 北3線起點       |  |
| 淡水區 | 水梘頭   | －     | 北1-1線      | 北1-1線終點     |  |
| 淡水區 | 北投子   | 15.450 | 台2線        |                 |  |
| 淡水區 | 水碓     | －     | 北1線        | 北1線終點       |  |
| 淡水區 | 淡水市區 | 17.173 | 台2乙線      | 公路終點        |  |
|        |          |        |              |                 |  |

甲線
全線均位於新北市境內。
| 鄉鎮 市區 | 地點   | 里程 （km） | 交會道路     | 備註     |  |
| --------- | ------ | ----------- | ------------ | -------- |  |
| 三芝區    | 北新庄 | 0.000       | 市道101號    | 公路起點 |  |
| 淡水區    | 巴拉卡 | －          | （地區道路） |          |  |
| 三芝區    | 二子坪 | 10.740      | （地區道路） | 公路終點 |  |
|           |        |             |              |          |  |

## 沿線路名
| 主線 - 淡金路 - 中正路 - 北新路 - 中山北路 - 中山路 | 甲線 - 陽明路 |

## 沿線設施與景點
| 主線 - 新北市立三芝國民中學 - 馬偕醫學院 - 新北市三芝區興華國民小學 - 新北市淡水區水源國民小學 - 淡金北新站（ 淡海輕軌綠山線） - 新北市立正德國民中學 - 新北市淡水區淡水國民小學 | 甲線 - 新北市三芝區興華國民小學 - 于右任墓 - 大屯山公園 - 二子坪步道 - 鞍部氣象站（陽明山鞍部） |